# Мікаель Мортенсен
Мікаель Мортенсен (дан. Michael Mortensen; нар. 12 березня 1961) — колишній данський тенісист.
Найвищу одиночну позицію світового рейтингу — 301 місце досяг 26 листопада 1984, парну — 34 місце — 18 квітня 1988 року.
Здобув 5 парних титулів.
Найвищим досягненням на турнірах Великого шолома був чвертьфінал в парному розряді.
Завершив кар'єру 1994 року.

## Фінали за кар'єру

### Парний розряд: 12 (5–7)
| Результат | Ранг | Дата | Турнір                       | Покриття   | Партнер          | Суперники                           | Рахунок       |
| --------- | ---- | ---- | ---------------------------- | ---------- | ---------------- | ----------------------------------- | ------------- |
| Перемога  | 1.   | 1984 | Ніцца, Франція               | Ґрунт      | Ян Гуннарссон    | Ганс Гільдемайстер Андрес Гомес     | 6–1, 7–5      |
| Перемога  | 2.   | 1984 | Swedish Open, Швеція         | Ґрунт      | Ян Гуннарссон    | Хуан Аведаньйо Фернандо Роезе       | 6–0, 6–0      |
| Перемога  | 3.   | 1984 | Женева, Швейцарія            | Ґрунт      | Матс Віландер    | Лібор Пімек Томаш Шмід              | 6–1, 3–6, 7–5 |
| Перемога  | 4.   | 1984 | Тулуза, Франція              | Тверде (i) | Ян Гуннарссон    | Павел Сложил Тім Вілкінсон          | 6–4, 6–2      |
| Поразка   | 1.   | 1985 | Барселона, Іспанія           | Ґрунт      | Ян Гуннарссон    | Серхіо Касаль Еміліо Санчес Вікаріо | 3–6, 3–6      |
| Поразка   | 2.   | 1987 | Монте-Карло, Монако          | Ґрунт      | Мансур Бахрамі   | Ганс Гільдемайстер Андрес Гомес     | 2–6, 4–6      |
| Поразка   | 3.   | 1988 | Ліон, Франція                | Килим (i)  | Блейн Вілленборг | Бред Дрюетт Бродерік Дайк           | 6–3, 3–6, 4–6 |
| Поразка   | 4.   | 1988 | Stuttgart Outdoor, Німеччина | Ґрунт      | Андерс Яррід     | Серхіо Касаль Еміліо Санчес Вікаріо | 6–4, 3–6, 4–6 |
| Поразка   | 5.   | 1988 | Рай-Брук, США                | Тверде     | Джеремі Бейтс    | Ендрю Кастл Тім Вілкінсон           | 6–4, 5–7, 6–7 |
| Перемога  | 5.   | 1989 | Ліон, Франція                | Килим (i)  | Ерік Єлен        | Якоб Гласек Джон Макінрой           | 6–2, 3–6, 6–3 |
| Поразка   | 6.   | 1990 | Штуттґард, Німеччина         | Килим (i)  | Том Нейссен      | Якоб Гласек Гі Форже                | 3–6, 2–6      |
| Поразка   | 7.   | 1990 | Тулуза, Франція              | Тверде (i) | Міхіл Схаперс    | Ніл Брод Гері Мюллер                | 6–7, 4–6      |